# Diana jagtrejser
Diana Jagtrejser og Fiskerejser A/S blev grundlagt i 1974 af Jan Krossteig, som var ejer og direktør frem til 1998, hvor han solgte bureauet. På salgstidspunktet var Diana det største jagtrejsebureau i Europa. Ti år senere - i 2008 - gik Jagtrerejser efter en kort periode under svensk ejerskab konkurs, hvorpå de såkaldte ”immaterielle aktiver” – herunder navnet, kundedatabasen og kontrakterne med revirerne blev købt op af Limpopo Travel A/S, som også er stiftet og ejet af Jan Krossteig. I dag er Diana Jagtrejser et varemærke ejet af Limpopo Travel A/S.